# Windows-Blickpunkt
Der Windows-Blickpunkt (englisch Windows Spotlight) ist eine Funktion der Betriebssysteme Microsoft Windows 10 und 11, die auf dem Sperrbildschirm und in Windows 11 auch auf dem Desktop wechselnde Bilder anzeigt. Die Bilder werden von der Suchmaschine Bing bereitgestellt. Der Nutzer hat die Möglichkeit, die angezeigten Bilder durch die Angabe zu bewerten, ob er in Zukunft mehr Bilder dieser Art sehen möchte oder nicht. Zusätzlich werden gelegentlich Funktionen von Windows vorgestellt.
Ergänzend zu den Bildern wird zumeist ein Link angezeigt, der zu einer Bing-Suche führt, die Aufschluss über den Entstehungsort der Bilder liefert.
Einige bekannte Orte, die vom Windows-Blickpunkt angezeigt werden, sind zum Beispiel:
- der Veldeser See in Bled, Slowenien
- die Halong-Bucht, Vietnam
- die Reisterrasse von Longsheng, China
- der Moraine Lake in Alberta, Kanada
- der Nationalpark Torres del Paine, Chile
- der Lake Tahoe, Vereinigte Staaten
- die Spitzkoppe, Namibia

Der Windows-Blickpunkt kann in den Einstellungen und in der Windows-Enterprise- und der Education-Edition zusätzlich über eine Gruppenrichtlinie deaktiviert werden.

## Anpassbare Fotos
Je nachdem, ob einem das Foto gefällt oder nicht, kann man diese auswählen; danach wird die Art an Fotos, die angezeigt wird, angepasst.